# Otto I. von Minden
Otto (* wahrscheinlich 1225; † 11. oder 19. November 1275 in Rom oder Dijon) war von 1266 bis zu seinem Tod 1275 Fürstbischof von Minden. Um ihn von gleichnamigen Nachfolgern zu unterscheiden, wird er als Mindener Bischof auch als Otto I. bezeichnet.

## Herkunft
Ottos Herkunft ist nicht geklärt. Teils wird gemutmaßt, er sei Bruder der Mindener Bischofs Wedekind und damit Sohn Heinrichs I. gewesen, der von 1202 bis 1235 Hoya regierte. Damit wäre er auch Bruder des in der Grafschaft Hoya von 1235 bis 1290 regierenden Grafen Heinrich II. Ein weiterer Bruder Ottos I. wäre demnach der Verdener Bischof Gerhard von Hoya. Sollte diese Vermutung richtig sein, so stammte Otto aus dem Haus Hoya, deren Mitglieder in Minden mehrfach den Bischof stellten. Ottos Name könnte daher auch Otto, Graf von Hoya lauten.
Otto wird manchmal aber auch als Otto aus Stendal bezeichnet, was eher für eine Herkunft aus bürgerlichem Stand spricht. Besonders neuere Forschungsergebnisse unterstützen die These einer Herkunft aus dem Raum Stendal und lehnen die These einer Abstammung aus Hoya ab. Vermutlich ist Otto aus Stendal demnach 1225 in Stendal geboren um zunächst Karriere im Militär zu machen. Im Militär erwarb er sich den Beinamen von Wall, weil er Wälle geschickt in seine Schlachtplanung einbezog. Nach dem Tod von Frau und Kind beendete er früh seine Karriere im Militär.

## Kirchliche Laufbahn
Nach dieser schmerzhaften Erfahrung wurde Otto von Wall aus Trauer Predigermönch. Ab 1244 studierte er Theologie in Paris u. a. bei Albertus Magnus und Thomas von Aquin und wurde zum Doktor der Theologie promoviert. 1254 wurde er Prior des Dominikanerklosters Seehausen bei Seehausen in der Altmark Brandenburg. 1261 wurde Otto aus Stendal als Kanzleibeamter an den päpstlichen Hof in Viterbo berufen. Als Sekretär und Kaplan war er sechs Jahre für Kardinal Henricus de Segusio tätig. Im August 1267 (anderen Quellen zufolge bereits 1266) bestellte Papst Klemens IV. Otto aus Stendal zum Bischof von Minden.
In seine Regentschaft fiel die Vollendung der Stadtmauer Mindens. Otto I. brachte die Burg Reineberg wieder zurück in den Besitz des Bistums und ließ sie weitgehend modernisieren. Er bereitete das Zweite Konzil von Lyon mit vor.
Auf der Rückreise starb er im Dominikanerkloster von Dijon am 11. November 1275. Seine Beisetzung erfolgte in der Klosterkirche St. Annen. Eine Zeichnung seiner dortigen Grabplatte, die im Original vermutlich nicht erhalten ist, wurde im 17. Jahrhundert angefertigt und wird heute in der französischen Nationalbibliothek in Paris verwahrt. Allerdings sind sein Todesdatum und der Ort seines Todes wie auch seine Herkunft umstritten. Teils wird auch berichtet, er sei am Elisabethtag, also dem 19. November 1275 in Rom verstorben. Neue Forschungen und auch die Zeichnung des Epitaphs unterstützen jedoch eher die Ansicht, dass er in Dijon verstarb.